# Erich Braun (Politiker)
Erich Braun (* 7. Juli 1901 in Ruhla; † 7. Februar 1965 in Bebra) war ein nationalsozialistischer Unternehmer und Abgeordneter des Provinziallandtages der Provinz Hessen-Nassau.

## Leben
Erich Braun wurde als Sohn des Ernst Braun und dessen Gemahlin Selma Schlothauer geboren. Nach seiner Schul- und Berufsausbildung kam er in die Bebrit-Plastic-Werke in Bebra, wo auch sein Vater beschäftigt war. 1926 wurde er hier leitender Angestellter, stieg zum Geschäftsführer auf und war 1940 Betriebsleiter. Zum 1. August 1928 trat er in die NSDAP ein (Mitgliedsnummer 95.912) und wurde auch Mitglied der SA. Er gründete die NSDAP-Ortsgruppe Bebra und war deren Ortsgruppenleiter. 1933 wurde er Abgeordneter des Kurhessischen Kommunallandtages des Regierungsbezirks Kassel. Dieser wählte ihn aus seiner Mitte zum Abgeordneten des Provinziallandtages der Provinz Hessen-Nassau. 1934 wurde er nebenamtlicher NSDAP-Kreisleiter und nahm die Funktion des stellvertretenden Landrats des Kreises Rotenburg wahr. Am Abend des 7. November 1938 rief er in der Bebraer Gaststätte „Hessischer Hof“ auf einer NSDAP-Versammlung zur Vergeltung für das von Herschel Grynszpan auf den Legationssekretär an der deutschen Botschaft in Paris, Ernst vom Rath verübte Attentat auf. In der Folge kam es in Bebra zu einem Pogrom, bei dem das Innere der Synagoge und der jüdischen Schule vollständig zerstört wurden, ebenso wurden jüdische Geschäfts- und Wohnhäuser verwüstet. Dieses Pogrom war ein Auftakt der Novemberpogrome 1938 in den folgenden Nächten.
Nach dem Kriege setzte er sich ab. In einem Entnazifizierungsverfahren wurde er im November 1947 in die Gruppe I „Hauptschuldiger“ eingestuft. Nach einer Berufung gegen diese Feststellung kam er in die Gruppe II „Aktivist“. Braun verbüßte im Internierungslager Darmstadt eine einjährige Haftstrafe. Über seinen weiteren Lebensweg gibt die Quellenlage keinen Aufschluss.

## Auszeichnungen
- Goldenes Parteiabzeichen der NSDAP
- Ehrentitel Wehrwirtschaftsführer
- Dienstauszeichnung der NSDAP in Silber